# Bruno Körner
Bruno Körner (* 18. Oktober 1862 in Kayna; † 22. Mai 1927 in Ludwigshafen am Rhein) war ein deutscher Politiker (SPD).

## Leben und Beruf
Bruno Körner war der Sohn eines Steinhauers. Er siedelte 1869 nach Ludwigshafen über. 
Nach seiner Schreinerlehre von 1876 bis 1879 und der anschließenden Wanderschaft war er
1885 Mitbegründer  und ab 1887 Vorsitzender des Schreinerfachvereins Ludwigshafen. 
1889 gab er dort den Anstoß zur Errichtung eines Gewerbegerichts. Seit Mitte der 90er Jahre betrieb er eine Gastwirtschaft. Während der Besatzungszeit wurde er von den Franzosen verhaftet.

## Politik
Körner trat 1887 in die SPD ein und war ab 1891 Mitglied und ab 1908 war er Vorsitzender des Gau- und Bezirksvorstands der SPD Pfalz. Ab 1899 gehörte er dem Stadtrat von Ludwigshafen am Rhein an. Bei den Wahlen 1905, 1907, 1912, 1920 und 1924 wurde er als Abgeordneter in den Bayerischen Landtag gewählt, dem er bis zum 22. Mai 1926 angehörte.
Im Ruhrkampf wurde er in Mainz inhaftiert und danach bis 1924 ausgewiesen.